# Crotales
Crotales of cymbales antiques zijn een slaginstrument uit de klassieke muziek, bestaande uit een reeks kleine gestemde bronzen schijfjes, die aangeslagen met een harde stok of aangestreken met een strijkstok tot klinken worden gebracht. De klank is zeer hoog en indringend. Een set crotales heeft doorgaans een bereik van één octaaf, chromatisch gestemd, maar er bestaan ook sets van twee chromatische octaven.
Er zijn vondsten van crotales uit de Koptische periode (400 voor Chr.). Crotales werden in het oude Egypte op een gevorkte stok geplaatst en gebruikt als een klepper. Soortgelijke instrumenten, de Zilia Massa, worden nu nog in Griekenland gebruikt.
Na 200 v.Chr beschreven de Romeinen in Cádiz liederen -cantica Gaditanae- en danseressen -puella Gaditana-, begeleid op ritmes van handklappen en crotales als voorlopers van castañuelas.